# Taicun

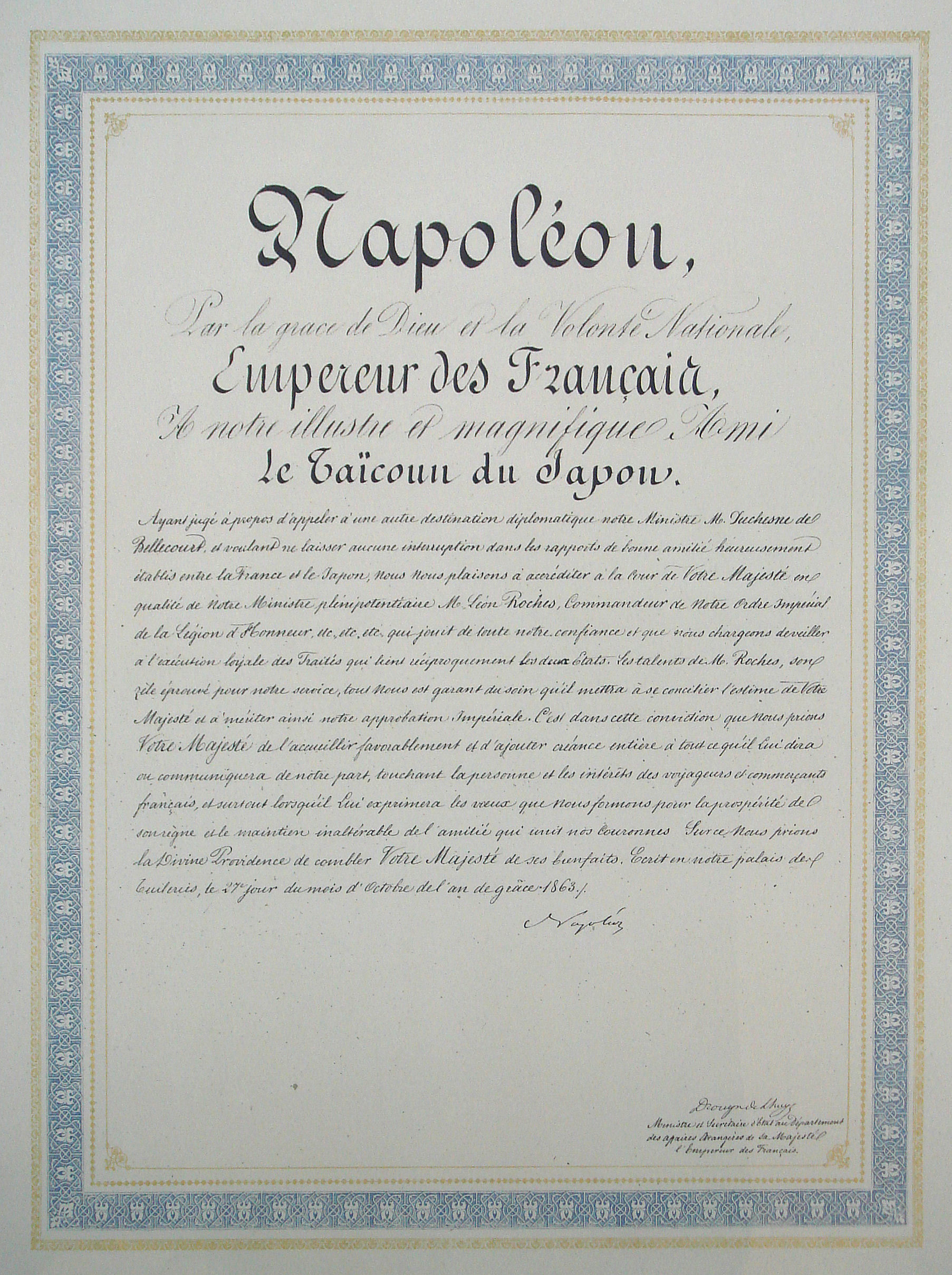
Lettera di Napoleone III al taicun giapponese per la nomina di Léon Roches a console generale di Francia a Edo in sostituzione di Gustave Duchesne de Bellecourt, 23 ottobre 1863

Taicun (大君?, taikun) è un antico titolo onorifico giapponese derivato dal libro dei mutamenti cinese, utilizzato in passato per i sovrani indipendenti privi di discendenza imperiale.
Il significato letterale è "grande signore/principe" o "comandante supremo". 
Nel periodo Edo, questa parola è stata utilizzata come titolo diplomatico per designare lo shōgun del Giappone nei rapporti con l'estero. Il nome ufficiale è Nihon-koku taikun (日本国大君? lett. "taicun del Giappone").
Da taikun deriva il termine inglese tycoon che viene usato per estensione per definire un magnate di uno o più settori industriali.

## Storia del termine
Il termine fu usato per la prima volta dallo shogunato Tokugawa, nel tentativo di svincolare il Giappone dal sistema di relazioni sinocentriche. Come shōgun, non poteva avvalersi del titolo di imperatore (天皇?, tennō), come neanche del titolo di re (国王?, kokuō) visto che con questo termine venivano indicati i re di stati che versavano tributi all'imperatore cinese. Siccome il linguaggio formale è estremamente importante nella diplomazia e l'utilizzo di altri termini alternativi fu ritenuto inappropriato, il termine taikun è stato scelto per rappresentare al meglio lo shōgun nelle comunicazioni diplomatiche formali.

## Adattamenti
Una versione modificata di questa parola, tycoon, compare nella lingua inglese col significato di "magnate", in riferimento a un ricco impresario. La parola inglese è usata a volte anche in italiano al posto di magnate o imprenditore. 
Il termine è stato adottato diffusamente in ambito videoludico per indicare una sottocategoria di videogiochi gestionali basati sullo sviluppo e gestione di attività imprenditoriali. Basti pensare ai popolari Zoo Tycoon, Roller Coaster Tycoon o, uno dei primi esponenti del genere ad includere il termine nel titolo, Railroad Tycoon.